# كلود ارنو
كلود ارنو (بالفرنسية: Claude Arnaud)‏ هو كاتب وكاتب سيناريو فرنسي، ولد في 24 أبريل 1955 في باريس في فرنسا.

## وصلات خارجية
- الموقع الرسمي
- كلود ارنو على موقع IMDb (الإنجليزية)